# 박승정
박승정(朴勝挺, 1954년~)은 대한민국의 순환기 내과의사이다. 승모판막 풍선확장술과 관상동맥스텐트 시술을 시행하여 심장의학에 기여하였다는 평가를 받고 있다. 현재 울산대학교 의과대학 교수로 재직중이며 서울아산병원 심장연구센터 원장으로 있다.

## 주요경력
지난 20여 년간 심장중재시술 분야 연구에서 축적된 지식과 경험을 바탕으로, 인구 고령화와 함께 급격하게 증가하고 있는 심장질환에 대한 세계적인 수준의 연구 성과를 창출하여 인류의 건강증진에 기여하였다. 특히,1989년 승모판막 풍선확장술, 1991년 관상동맥스텐트 시술을 국내최초로 시행하였고 이를 세계적 수준으로 발전시켜 수준 높은 의료서비스를 제공함과 동시에, 많은 연구를 통해서 괄목할 만한 학문적 업적을 도출하였다. 대표적으로, 약물스텐트의 임상시험을세계최초로성공하여이분야에서국제적선구자의역할을 하였고, 이를 발전시켜 약물스텐트를 이용한 중재시술이 심장수술과 대등한 장단기 효과를 얻을 수 있게 하였다.
이런 연구 결과들은 세계적으로 인정을 받았으며, 세계에서 가장 저명한 학술잡지인 New England Journal of Medicine에 논문이 4편이나 개재되는 성과를 이루었다. 이와 동시에 심장중재시술에 관한 국제학술대회를 매년 개최하여 국내외의 유수한 의학자들을 초청하여 국내 의학자에게 중재시술 재연 및 연구결과 발표를 직접 접할 수 있는 기회를 제공 제공함으로써, 국내 의료 수준을 세계적 수준으로 높이는 데 기여하였다.

## 주요업적
- 2003 -   협심증 환자를 치료하는 그물망(스텐트)에 항암제를 바르면 협심증이나 심근경색증의 재발률을 낮출 수 있다는 연구결과를 ‘New England Journal of Medicine’ (이하 NEJM)에 발표하면서 약물 스텐트 시대의 장을 열게 하였으며, 국내외 심장혈관 질환 환자들의 삶의 질을 크게 높이는데 기여
- 2008 -   관상동맥의 가장 중요부위로 병변이 발생할 경우 심한 협심증을 일으키는 좌주간부(Left Main)가 좁아졌을 때 스텐트 삽입술로 치료하는 것이 기존 외과 수술 못지않게 안전하다는 것을 입증, 연구 결과를 ‘NEJM’에 발표하여 전 세계 심장학자들의 주목을 받았으며 2009년 미국 심장학회 진료지침까지 변경하여 많은 환자들이 수술 부담없이 경피적 시술로서 좌주간부 질환을 치료할 수 있게 함
- 2010 -   심장학계 최대 이슈인 약물코팅스텐트 시술 후 생길 수 있는 스텐트 혈전증을 막기 위해 환자가 복용하는 항혈소판제(클로피도그렐) 사용과 그 복용 기간에 대한 임상연구를 ‘NEJM’을 통해 발표, 그 결과 1년 정도의 항혈소판제(클로피도그렐) 복용만으로도 안정성 및 유효성에 특별한 문제가 없다는 과학적 근거를 제시
- 2011 -   '좌주간부 치료에서 수술과 중재시술의 치료결과’를 비교한 결과, 좌주간부 스텐트 삽입술의 안정성과 유효성을 입증하는 연구 결과를 발표, ‘NEJM’에 게재되었으며 심장혈관 중재시술 분야를 개척하는 공로를 세움

## 수상
- 2005 - 분쉬의학상 수상, 대한의학회
- 2008 - 최고업적상 수상, 미국 TCT학회 (심장학 분야의 노벨상. 아시아 심장학자로는 처음 수상)
- 2011 - 대한민국 최고과학기술인상, 교육과학기술부
- 2011 - 아산의학상, 아산재단
- 2020 - 호암상